# Hỏa khí nạp hậu

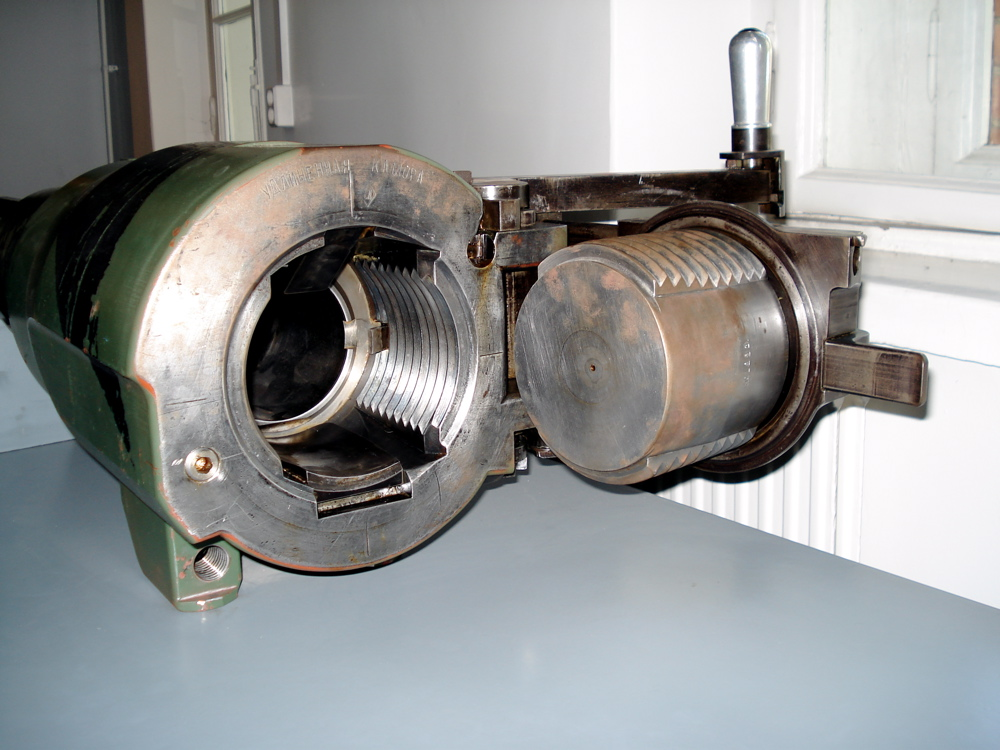
Khoang đạn của lựu pháo 122 mm M1910, được sửa đổi và kết hợp với cỡ nòng 105 mm H37

Quá trình hiển thị chu kỳ thao tác bắn cho một khẩu pháo nạp hậu của hải quân. Lưu ý rằng có một loạt các cánh cửa khóa vào nhau để đóng một con đường mở từ khoang súng xuống mà đèn flash có thể đi tới thùng chứa đạn.

Hỏa khí nạp hậu là loại vũ khí mà người sử dụng chúng nạp đạn dược từ phía sau bộ phận nòng, khác với hỏa khí nạp phía trước phải nạp đạn từ miệng nòng.
Đa số loại hỏa khí hiện đại (trừ bản sao của các loại hỏa khí cổ điển) đều sử dụng phương thức nạp hậu. Tuy nhiên các loại hỏa khí được chế tạo cho đến giữa thế kỷ XIX đều sử dụng phương thức nạp tiền. Súng cối là hỏa khí hiện đại duy nhất còn lại sử dụng phương thức nạp tiền.
Lợi thế của hỏa khí nạp hậu đó là giảm thời gian nạp đan, do việc nạp đạn và thuốc phóng vào buồng chứa đạn nhanh hơn nhiều so với việc nạp từ phần miệng nòng và dùng que đẩy nén chúng xuống - đặc biệt khi đường đạn vừa khít và bộ phận nòng được gia công thêm rãnh xoắn (khương tuyến). Lợi thế của hỏa khí nạp hậu đối với các loại pháo dã chiến cũng tương tự - các kíp pháo không còn phải đi đến trước khẩu pháo và dùng gậy nhét mọi thứ xuống, và các phát bắn giờ đây vừa khít với nòng pháo, gia tăng tối đa độ chính xác. Nó cũng giúp dễ dàng nạp đạn kể cả đối với nòng bị lỗi. Các tháp súng và ụ súng được thiết kế nhỏ và gọn hơn trước, do kíp pháo không cần phải kéo pháo về để nạp lại đạn.
Kể từ khi phương thức nạp hậu trở nên phổ biến, nó cũng kéo theo hệ quả và việc lắp hệ thống giật vào các loại súng và pháo, tránh việc chúng bị giật lùi sau mỗi lần bắn. Điều này làm thời gian bắn nhanh hơn, nhưng không trực tiếp liên quan đến việc chúng có nạp đạn hay không. Giờ đây những khẩu pháo đã không còn bị giật lùi khi bắn, do đó kíp pháo có thể đứng gần nó để sẵn sàng nạp lại đạn và điều chỉnh mục tiêu, cự ly cho đợt bắn tiếp theo. Điều này đã dẫn đến việc trang bị tấm chắn thép lên xe pháo che chắn cho lính pháo khỏi các hỏa lực từ các loại vũ khí tầm xa và thậm chí là súng máy.

## Lịch sử phát triển

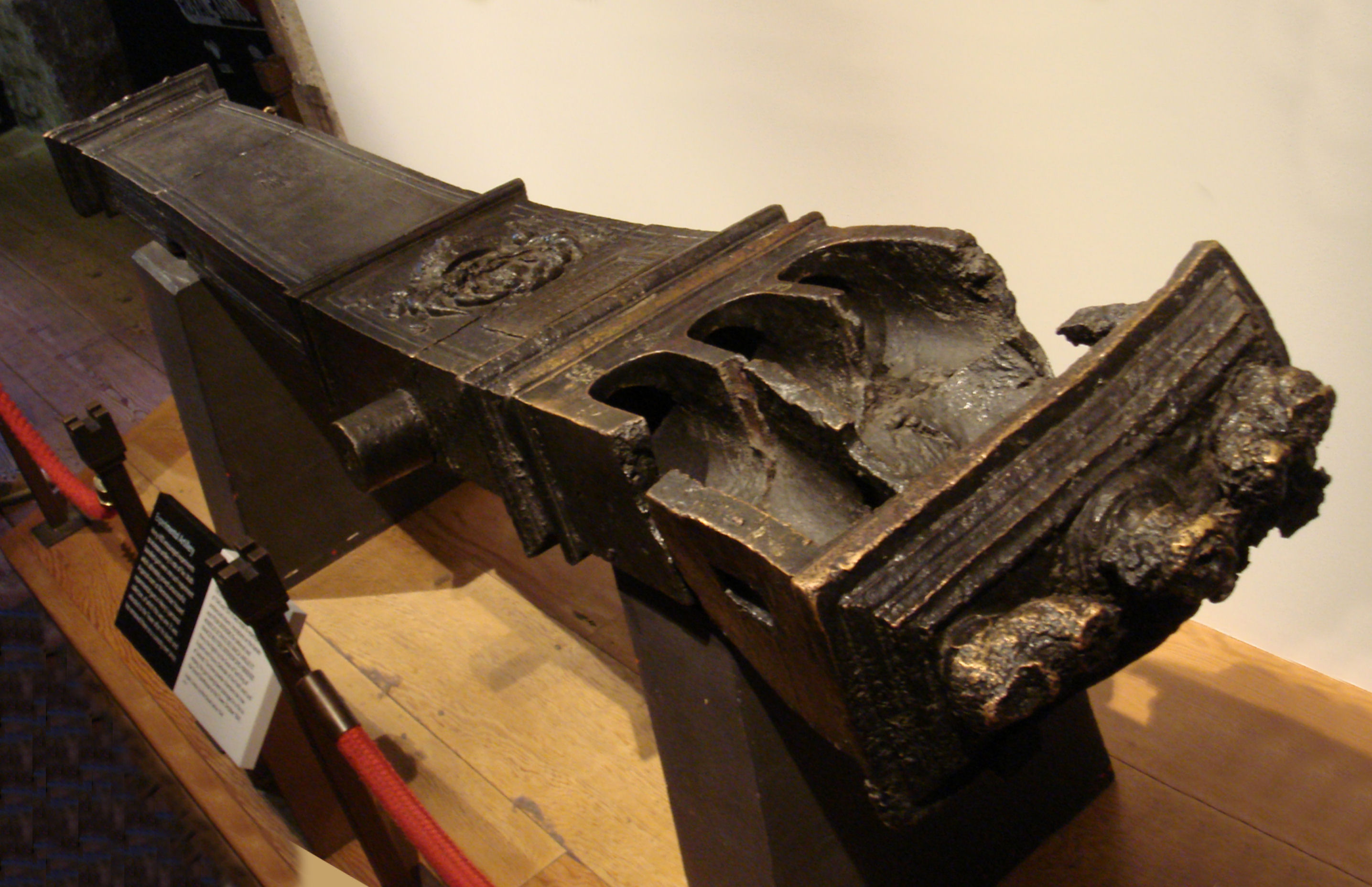
Bản thử nghiệm của loại pháo nạp hậu ba nòng của vua Henry VIII, 1540–1543.

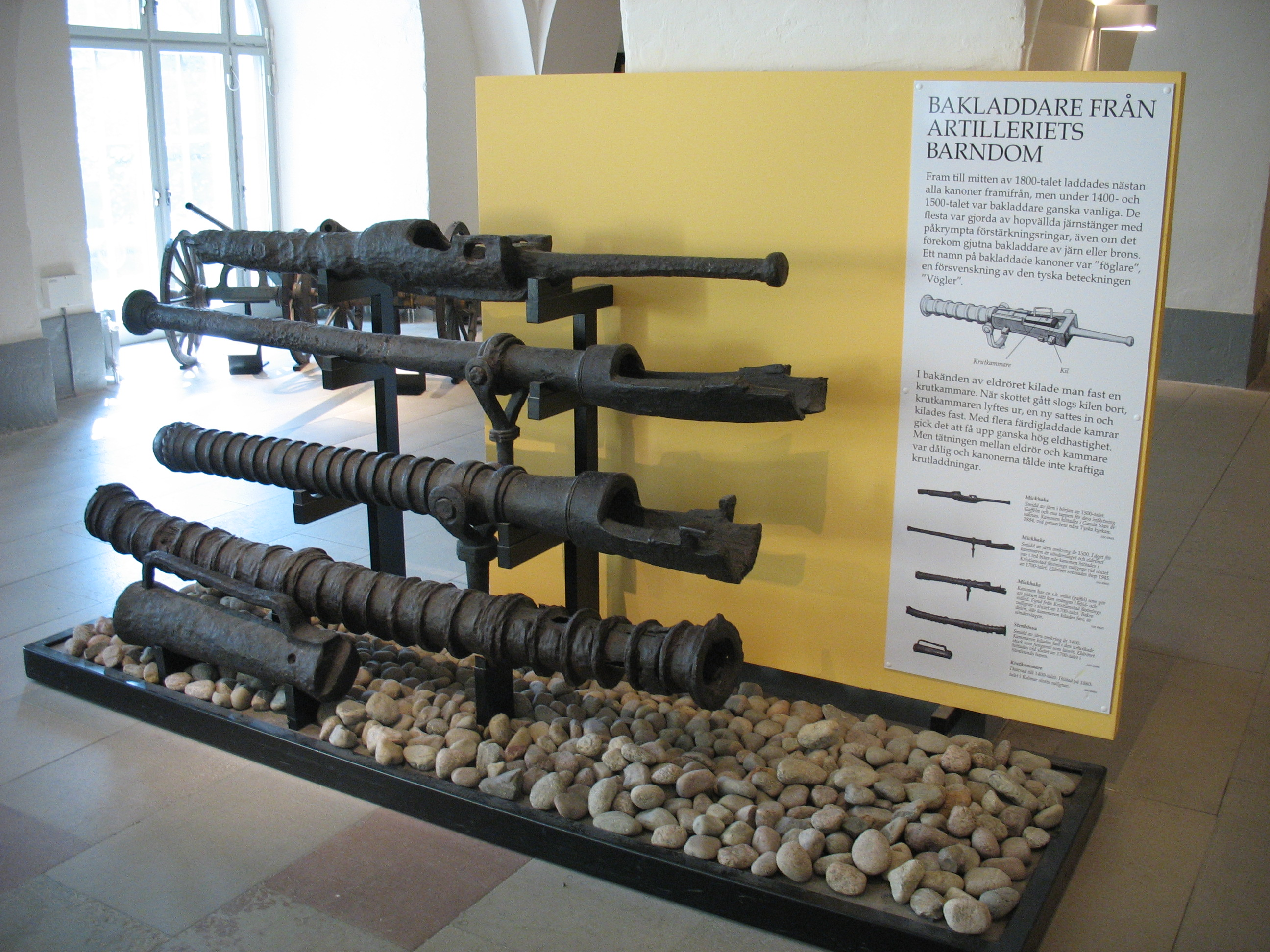
Những loại pháo nạp hậu và buồng chứa từ thế kỷ XV và XVI được trưng bày ở Bảo tàng quân đội Stockholm.

Mặc dù hỏa khí nạp hậu đã được phát triển từ nửa sau thế kỷ XIV như ở Burgundy, phương thức nạp hậu chỉ trở nên phổ biến với sự phát triển của cơ khí chính xác và kỹ thuật gia công kim loại vào thế kỷ XIX.
Thách thức chính đối với những người chế tạo hỏa khí nạp hậu đó chính là việc khóa kín bộ phận khóa nòng. Điều đó đã được giải quyết đối với các loại hỏa khí cỡ nhỏ nhờ sự phát triển thành công kỹ thuật chế tác vỏ đạn kim loại. Đối với hỏa khí quá lớn để sử dụng vỏ đạn như đại pháo, vấn đề này được giải quyết bằng cách thiết kế ốc vít ở bộ phận khóa nòng.

### Phật Lang Cơ pháo - Pháo nạp hậu cổ điển
Phật Lang Cơ pháo được phát minh vào thế kỷ XIV. Đó là một dạng đặc biệt của pháo swivel, pháo nạp hậu cỡ nhỏ được trang bị khớp xoay để dễ dàng quay, nạp đạn bằng một buồng độc lập đã chứa sẵn đạn và thuốc súng được lắp vào pháo và dùng lẫy để giữ cố định. Pháo có tốc độ bắn cao và đặc biệt hiệu quả trong vai trò chống bộ binh. Loại pháo này là sự lựa chọn hiệu quả và tiết kiệm trong thời điểm pháo bằng đồng chiếm ưu thế, và công nghệ đúc pháo bằng sắt chưa phát triển mạnh.

### Súng tay

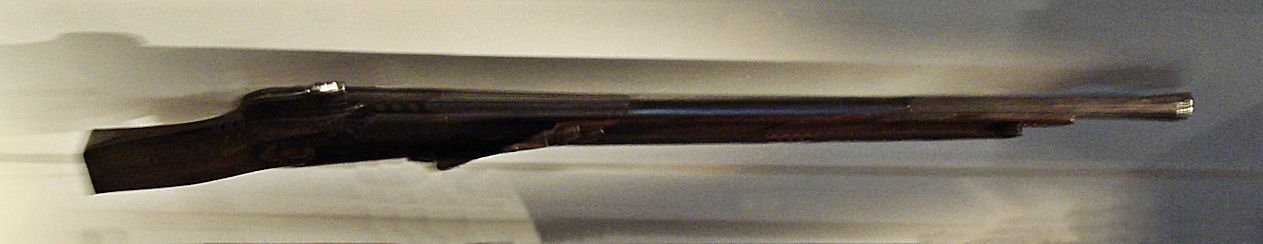
Súng săn có khóa nòng của Henry VIII, thế kỷ 16. Khối khóa nòng xoay bên trái trên bản lề và được nạp bằng đạn sắt có thể nạp lại được. Có thể nó được dùng làm súng săn bắn chim. Cơ chế khóa bánh xe của súng bị thiếu.

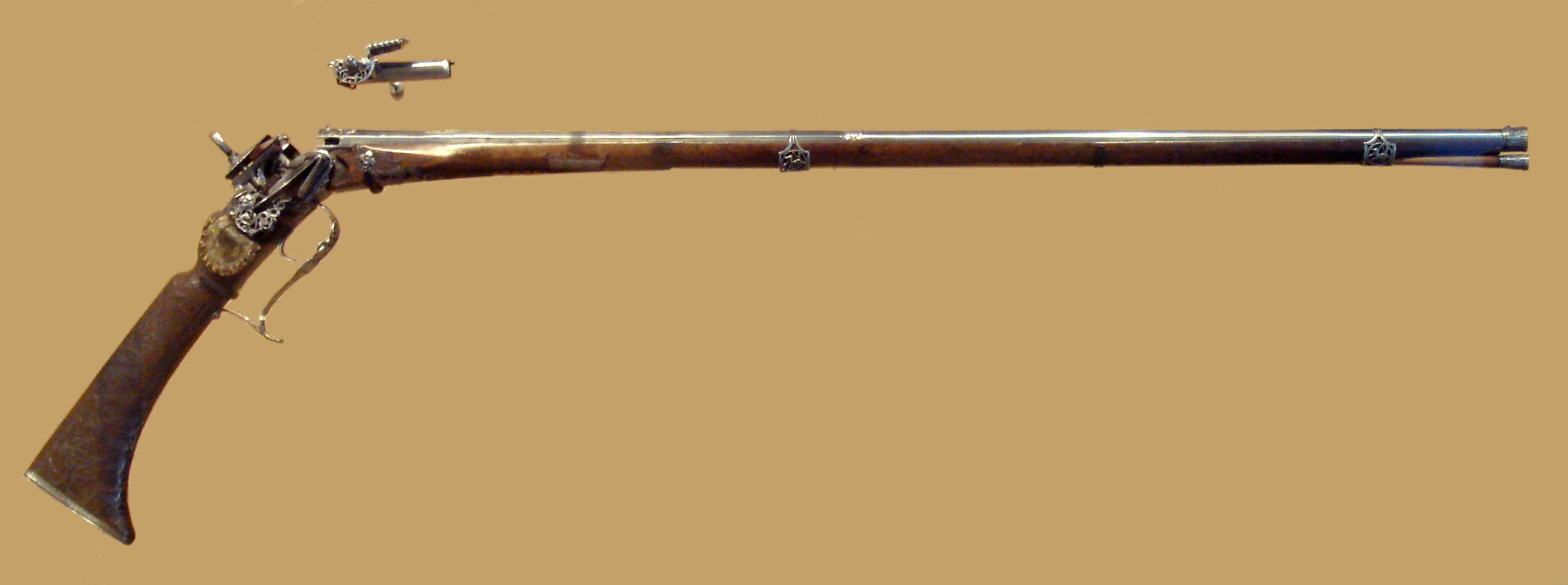
Súng nạp hậu thuộc về Philip V của Tây Ban Nha, do A. Tienza chế tạo ở Madrid vào khoảng năm 1715. Nó đi kèm với một hộp đạn có thể tái sử dụng sẵn sàng để nạp đạn. Súng sử dụng bộ khóa miquelet.

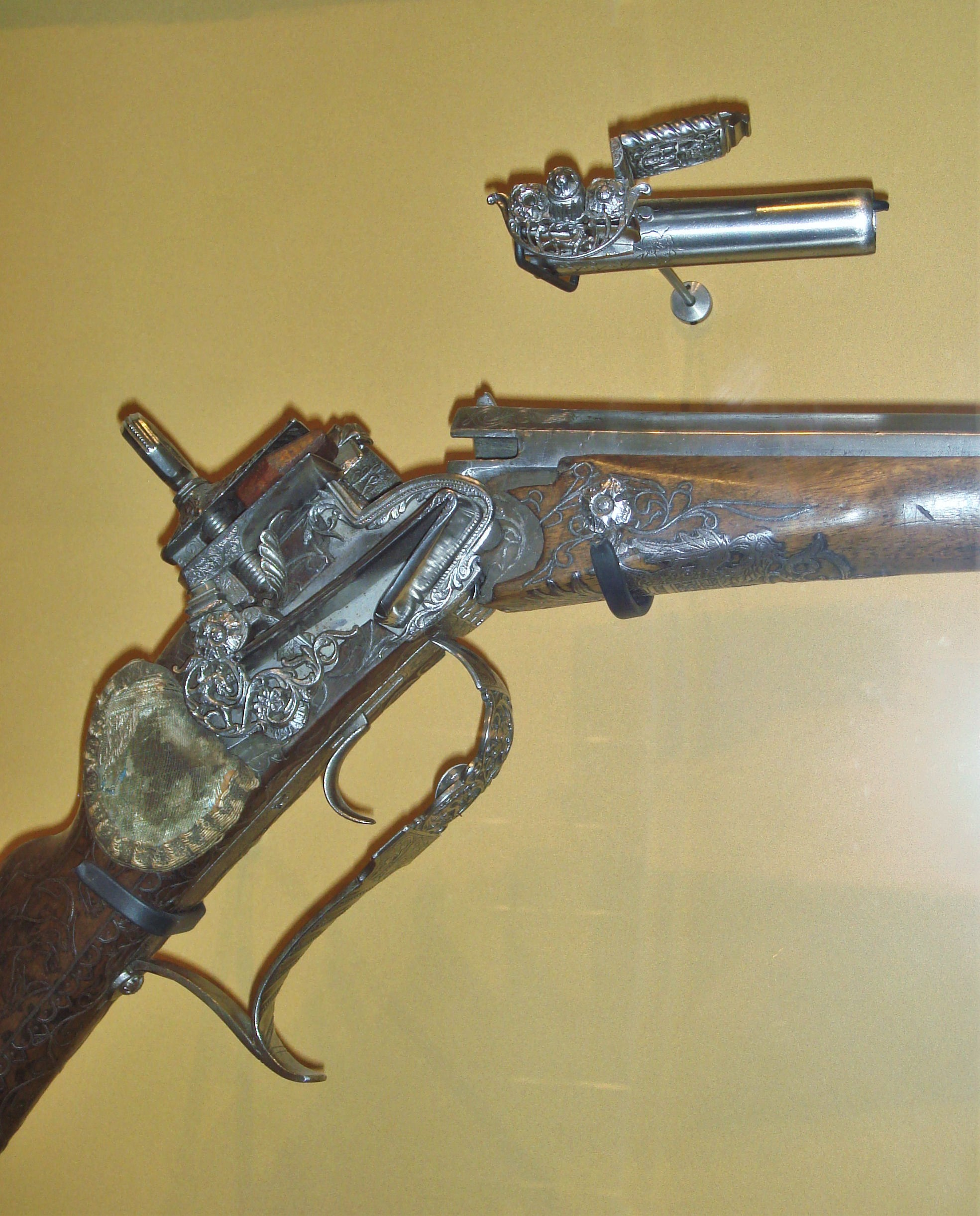
Cơ chế hoạt động của báng súng khóa nòng của Philip V (chi tiết).

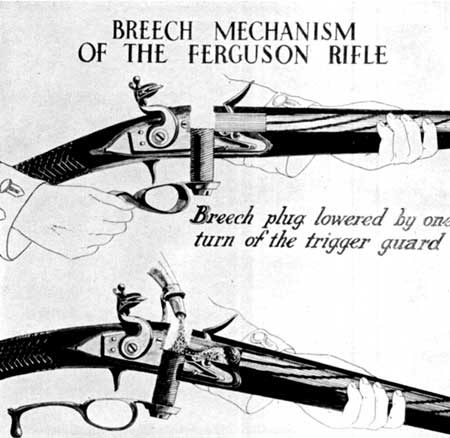
Cơ chế nạp đạn của súng trường Ferguson.

Súng cầm tay nạp hậu bắt đầu được ghi nhận từ thế kỷ XVI. Henry VIII sở hữu một khẩu dùng để săn bắn. Ở Trung Hoa, dạng súng cầm tay nạp hậu được biết đến đầu tiên xuất hiện vào nửa sau thế kỷ XVI do Triệu Sĩ Trinh chế tạo và phát triển với tên gọi là "Xiết điện súng". Cũng như nhiều loại súng cầm tay nạp hậu đầu tiên, rò rỉ khí là hạn chế và là nguy hiểm lớn nhất đối với cơ chế nạp hậu của chúng.
Nhiều loại súng cầm tay nạp hậu đã được chế tạo và phát triển từ đầu thế kỷ XVIII. Lịch sử đã ghi nhận một khẩu súng như vậy do vua Tây Ban Nha là Philip V sở hữu được chế tạo vào năm 1715, có thể đã được sản xuất ở Madrid. Nó được trang bị một loại vỏ đạn có thể tái sử dụng.
Patrick Ferguson, thiếu tá quân đội hoàng gia Anh, đã phát triển một loại súng kíp đá lửa nạp hậu vào năm 1772. Khoảng 200 khẩu đã được sản xuất và sử dụng trong trận Brandywine, nhưng ngay sau đó chúng bị ngừng sản xuất và được thay thế bằng khẩu súng Brown Bess.
Sau đó vào giữ thế kỷ XIX, đã có những nỗ lực nhằm phát triển hiệu quả bộ phận khóa nòng, chủ yếu tập trung vào việc cải tiến vỏ đạn và phương pháp đánh lửa khai hỏa.
Năm 1808, François Prélat và Jean Samuel Pauly đã hợp tác tạo ra đạn mới tích hợp giữa đạn và vỏ đạn chứa thuốc phóng: đầu đạn bằng đồng với thuốc nổ được trộn thủy ngân fulminat, một vòng đạn và vỏ bằng đồng hoặc giấy. Đạn được nạp qua khóa nòng và sử dụng kim hỏa đánh lửa. Việc sử dụng kim hỏa đánh lửa về sau trở thành cơ chế của các loại súng tay sau này. Loại súng tương ứng cũng được Pauly phát triển, đó là một phiên bản nâng cấp và được cấp bằng sáng chế vào ngày 29 tháng 9 năm 1812.
Loại đạn mới của Pauly sau này tiếp tục được phát triển bởi Casimir Lefaucheux vào năm 1828 bằng cách thêm vào kíp nổ ở đáy vỏ đạn, tuy nhiên ông đã không đăng ký bằng sáng chế cho mình đến năm 1835: Thiết kế kíp nổ cho đạn.
Năm 1845, một nhà phát minh người Pháp khác là Louis-Nicolas Flobert đã phát minh loại đạn vỏ kim loại mồi lửa ở vành đầu tiên cho loại súng thi đấu thể thao, được cấu thành bởi viện đạn phù hợp với bộ gõ của súng. Chủ yếu ở cỡ đạn 6 mm và 9 mm, được gọi là đạn Flobert nhưng nó không chứa thuốc phóng; thuốc phóng duy nhất có trong đạn chính là bộ gõ. Ở các quốc gia nói tiếng Anh, đạn Flobert tương ứng với loại đạn.22 BB và.22 CB.
Năm 1846, cũng một người Pháp khác là Benjamin Houllier đã được cấp bằng sáng chế nhờ vào việc chế tạo thành công loại đạn vỏ kim loại chứa thuốc phóng đầu tiên. Houllier đã quảng bá thành tựu của mình cùng với hai ngời khác là Blanchard và Charles Robert. Tuy nhiên những loại đạn tiếp theo của Houllier và Lefaucheux, thậm chí hoàn toàn là vỏ kim loại, đáy vỏ của chúng vẫn là kiểu có đầu nhô ra giống như những loại đạn dùng trong súng ngắn ổ quay LeMat và Lefaucheux, dù cho Lemat cũng đã phát triển một ổ quay sử dụng cơ chế đánh lửa ở vành đạn.
Loại đạn lắp hạt nổ ở giữa lần đầu được giới thiệu vào năm 1855 bởi Potter với hai loại hạt lửa Berdan và Boxer.
Năm 1842, Na Uy đã phát triển và trang bị cho binh sĩ của mình loại súng trường nạp hậu Kammerlader sử dụng bộ gõ đánh lửa, qua đó trở thành quốc gia đầu tiên có quân đội sử dụng rộng rãi súng trường nạp hậu làm vũ khí bộ binh chủ lực.
Dreyse Zundnadelgewehr (Súng Dreyse) là loại súng trường khương tuyến nạp đạn phát một sử dụng khóa nòng xoay để chốt khóa nòng. Sở dĩ có tên gọi như vậy vì súng sử dụng cây kim dài 0.5 inch và vỏ đạn giấy có hạt nổ bên trong làm cơ cấu khai hỏa; khi bắn, cây kim sẽ chọc xuyên qua phần thuốc bên trong vỏ giấy, đâm thẳng vào hạt nổ và kích nổ phần thuốc súng. Súng được phát triển bởi Johann Nicolaus von Dreyse từ thập niên 30 của thế kỷ XIX và được quân Phổ sản xuất từ cuối thập niên 40. Đạn vỏ giấy và súng tồn tại nhiều hạn chế; đặc biệt là vấn đề rò rỉ khí. Tuy nhiên súng đã chứng minh hiệu quả trong cuộc chiến tranh thống nhất Đức, cụ thể là chiến tranh với Áo (1866) và với Pháp (1870 - 1871), từ đó đã gây được sự chú ý trên toàn chấu Âu về súng trường nạp hậu và sức mạnh quân đội vương quốc Phổ.
Năm 1860, giới chức New Zealand đã kiến nghị lên Bộ Thuộc Địa đế quốc Anh điều thêm quân phòng thủ Auckland. Kiến nghị không được thông qua, do đó giới chức New Zealand chuyển sang yêu cầu Anh trang bị thêm vũ khí hiện đại. Năm 1861 họ đặt hàng loại súng carbine Calisher và Terry sử dụng đầu đạn chuẩn Minie cỡ nòng 54 được bọc bằng lớp mỡ động vật và giấy nitrat chống thấm. Loại carbine này đã được cấp số lượng nhỏ cho vài đơn vị khinh kỵ từ năm 1857. Khoảng từ ba đến bốn ngàn chiếc được chuyển đến New Zealand trong vài năm sau đó. Súng được sử dụng rộng rãi bởi lực lượng kiểm lâm do Gustavus von Tempsky chỉ huy chuyên về trinh sát và chiến đấu trong các bụi rậm. Von Tempsky ưu thích loại carbine ngắn, có thể nạp ở cả tư thế nằm. Vỏ đạn chống thấm dễ dàng hong khô trong những bụi rậm ở New Zealand. Nhiều bảo tàng ở nước này vẫn lưu giữ một số lượng nhỏ carbine trong điều kiện bảo quản tốt.

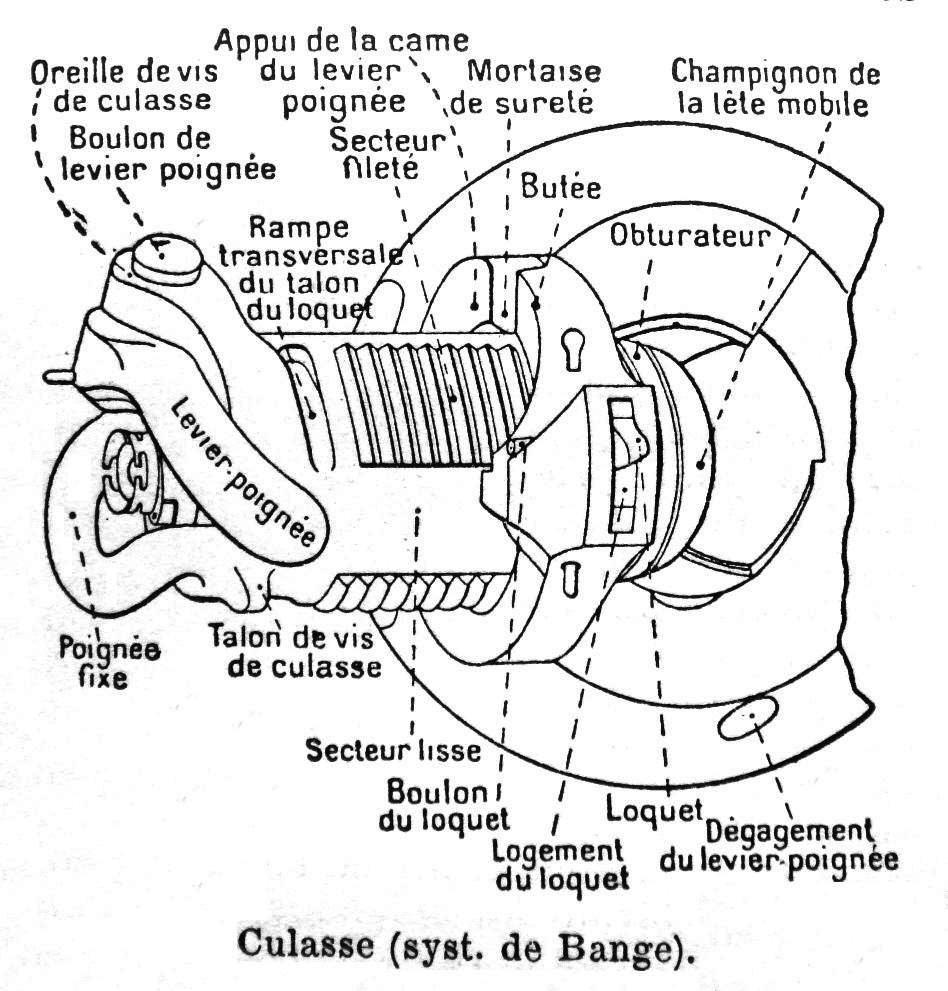
Thiết kế khóa nòng De Bange

Trong Nội chiến Hoa Kỳ, ít nhất 19 loại khóa nòng đã được sử dụng. Công ty Sharps đã thành công thiết kế khóa nòng khối chặn. Công ty Greene sử dụng bệ khóa nòng xoay. Spencer sử dụng khóa nòng thoi đẩy chuyển động theo nguyên lý đòn bẩy sử dụng cho hộp đạn 7 viên. Henry và Volcanic sử dụng đạn mồi kim loại được nạp từ băng đạn bên dưới nòng súng. Những thiết kế này mang lại ưu thế đáng kể so với phương pháp nạp tiền. Những cải tiến bộ phận khóa nòng đã đặt dấu chấm hết cho kiểu nạp tiền. Tuy vậy do việc phải tận dụng số lượng súng nạp tiền tồn dư, Springfield phiên bản nâng cấp 1866 đã được tiếp nhận sử dụng. Trước khi cuộc chiến nổ ra, Tướng quân Burnside đã thiết kế loại súng carbine mang tên ông.
Người Pháp đã sử dụng súng trường kiểu mới Chassepot 1866, đánh dấu bước phát triển của súng trường do sử dụng hệ thống khóa De Bange giúp giảm thiểu đáng kể tình trạng rò rỉ khí. Người Anh ban đầu đã sử dụng khẩu Enfield và lắp vào đó bộ khóa nòng Snider (khối rắn, bản lề song song với nòng súng) để bắn đạn Boxer. Sau buổi thử nghiệm kiểm tra giữa 104 khẩu súng vào năm 1866, người Anh quyết định sử dụng khẩu Martini-Henry do Peabody thiết kế có lắp cửa bẫy vào năm 1871.

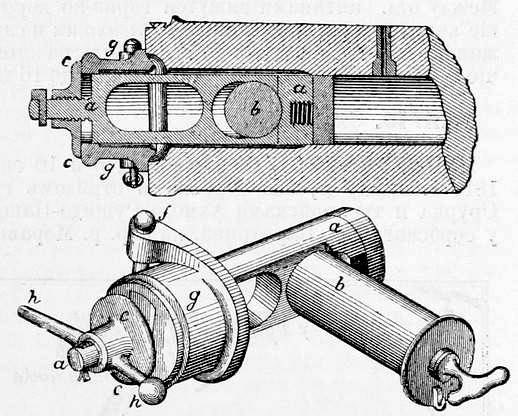
Thiết kế bộ phận khóa nòng của Wahrendorff

Các bộ phận khóa nòng bắn phát một tiếp tục được sử dụng trong suốt nửa sau của thế kỷ XIX, tuy nhiên chúng dần được thay thế bởi các thiết kế dành cho súng trường sử dụng băng đạn, bắt đầu từ Nội chiến Hoa Kỳ. Bộ khóa nòng bằng tay dần nhường chỗ cho băng đạn thủ công, sau  đó là súng trường tự động.
Súng ngắn và súng săn hiện đại vẫn tiếp tục sử dụng cơ chế khóa nòng bắn phát một.

### Pháo nạp hậu hiện đại
Khẩu pháo nạp hậu hiện đại đầu tiên được Martin von Wahrendoff phát minh vào năm 1837 với bộ khóa nòng hình trụ được cố định bằng một cái nêm ngang. Đến thập niên 50 và 60 của thế kỷ XIX, Whitworth và Armstrong đã cải tiến bộ khóa nòng bằng cách thiết kế một đầu vít ở khóa nòng và rãnh ở đuôi nòng giúp cho khóa nòng được đóng kín, đảm bảo quá trình bắn hiệu quả.
Loại pháo hải quân M1867 được sản xuất tại Đế quốc Nga tại Công xưởng Obukhov, sử dụng kỹ thuật của Krupp.